# Riksväg 13
Der Riksväg 13 ist eine schwedische Fernverkehrsstraße. Die Straße verläuft auf einer Länge von 91 km durch Schonen von Ystad nach Ängelholm.

## Verlauf
Die Straße beginnt im Fährhafen Ystad am Riksväg 9 und am Europaväg 65. Von dort aus verläuft der Riksväg 13 nach Norden, kreuzt in Sjöbo den Riksväg 11 und in Hörby den Europaväg 22. In Höör wird der Riksväg 23 gekreuzt und die Straße nimmt kurzzeitig eine westliche Richtung ein. Sie führt weiter nach Nordwesten durch Röstånga, wo sie den Länsväg 108 aufnimmt, der sie bei Ljungbyhed wieder verlässt. Die Umgehung von Klippan wird gemeinsam mit dem Riksväg 21 durchgeführt. In ihrem weiteren Verlauf kreuzt die Straße den autobahnartig ausgebauten Europaväg 4. In Munka-Ljungby zweigt der Länsväg 114 ab. Schließlich endet die Straße an der Ostumfahrung von Ängelholm durch den ebenfalls autobahnartig ausgebauten Europaväg 6. 

## Geschichte
Bis 1985 trug nur der Abschnitt zwischen Ystad und Höör die bestehende Bezeichnung.